# Эльба-Эльстер (район)
Эльба-Эльстер (нем. Elbe-Elster) — район в Германии. Центр района — город Херцберг. Район входит в землю Бранденбург. Находится в одноимённом регионе Эльба-Эльстер. Занимает площадь 1889 км². Население — 112,5 тыс. человек (2010). Плотность населения — 60 человек/км². Официальный код района — 12 0 62.
Район подразделяется на 33 общины.

## Города и общины
1. Финстервальде (17 459)
2. Херцберг (10 029)
3. Бад-Либенверда (9992)
4. Доберлуг-Кирххайн (9143)
5. Эльстерверда (8715)
6. Фалькенберг (7110)
7. Ибигау-Варенбрюк (5827)
8. Рёдерланд (4374)
9. Мюльберг (4258)
10. Зонневальде (3473)
11. Шёневальде (3319)

Управление Клайне-Эльстер (Нидерлаузиц)
1. Массен-Нидерлаузиц (2107)
2. Залльгаст (1651)
3. Криниц (1310)
4. Лихтерфельд-Шаксдорф (1109)

Управление Плесса
1. Плесса (2897)
2. Хоэнлайпиш (2170)
3. Горден-Штаупиц (1073)
4. Шраден (557)

Управление Шлибен
1. Шлибен (2685)
2. Кремицауэ (926)
3. Лебуза (837)
4. Хоэнбуко (690)
5. Фихтвальд (674)

Управление Шраденланд
1. Грёден (1528)
2. Хиршфельд (1375)
3. Гростимиг (1150)
4. Мерцдорф (910)

Управление Эльстерланд
1. Шёнборн (1684)
2. Рюкерсдорф (1603)
3. Трёбиц (769)
4. Хайделанд (569)
5. Шильда (498)

(30 сентября 2010)